# Hussein El Shahat
Hussein El Shahat (* 21. Juni 1992 in Kairo) ist ein ägyptischer Fußballspieler und steht seit der Saison 2018/19 beim CAF-Champions-League-Rekordsieger Al Ahly SC unter Vertrag. Für die ägyptische Nationalmannschaft stand er 13-mal auf dem Platz. Bekannt ist er dafür, dass er  mit 18 Einsätzen Rekordspieler der FIFA-Klub-Weltmeisterschaft ist.